# Luparense Calcio a 5 2009-2010
Nel 2009-10 la Luparense comincia la stagione vincendo per la terza volta consecutiva la Supercoppa Italiana; mentre riesce a raggiungere un risultato storico per il Calcio a 5 italiano raggiungendo la fase finale della UEFA Futsal Cup soprattutto grazie alla vittoria ai danni dei campioni di Spagna di ElPozo Murcia nella gara decisiva.
Nella final four perde tuttavia la semifinale contro i padroni di casa e futuri campioni del Benfica per 8-4; e arriva quarta. Nei play-off scudetto esce contro il Montesilvano dopo una semifinale combattutissima.

## Rosa
| N° | Naz.                                   | Ruolo     | Sportivo            | Anno     |  |  |
| -- | -------------------------------------- | --------- | ------------------- | -------- |  |  |
| 1  | Italia (bandiera) · Brasile (bandiera) | Portiere  | Miguel Weber        | 29.06.83 |  |  |
| 3  | Italia (bandiera) · Brasile (bandiera) | Laterale  | Anderson Pellegrini | 16.12.75 |  |  |
| 4  | Brasile (bandiera)                     | Laterale  | Heverton Reinaldi   | 02.01.87 |  |  |
| 5  | Brasile (bandiera)                     | Laterale  | Carlos Danieli      | 21.07.77 |  |  |
| 6  | Brasile (bandiera)                     | Centrale  | Marcelo Barro       | 08.08.85 |  |  |
| 7  | Spagna (bandiera)                      | Laterale  | César               | 12.12.75 |  |  |
| 8  | Brasile (bandiera)                     | Laterale  | Rogério Mielo       | 11.02.77 |  |  |
| 9  | Italia (bandiera) · Brasile (bandiera) | Pivot     | Humberto Honorio    | 21.07.83 |  |  |
| 10 | Italia (bandiera) · Brasile (bandiera) | Laterale  | Vampeta             | 18.07.84 |  |  |
| 11 | Italia (bandiera) · Brasile (bandiera) | Pivot     | Clayton Baptistella | 07.12.83 |  |  |
| 12 | Italia (bandiera)                      | Portiere  | Davide Putano       | 09.06.85 |  |  |
| 13 | Paraguay (bandiera)                    | Difensore | Carlos Chilavert    | 05.08.76 |  |  |
| 14 | Italia (bandiera) · Brasile (bandiera) | Centrale  | Nuno                | 16.12.74 |  |  |